# United Force
「United Force」（ユナイテッド・フォース）は、栗林みな実の12作目のシングル。2007年5月16日にLantisから発売された。

## 概要
テレビ東京系アニメ『機神大戦ギガンティック・フォーミュラ』オープニングテーマ。

## 収録曲
全曲 作詞：栗林みな実、編曲：飯塚昌明
1. United Force
  - 作曲：栗林みな実
2. immature
  - 作曲：飯塚昌明
3. United Force (off vocal)
4. immature (off vocal)